# ان‌جی‌سی ۴۶۹
ان‌جی‌سی ۴۶۹ (انگلیسی: NGC 469) یک کهکشان مارپیچی در صورت فلکی ماهی است. این کهکشان در فاصله تقریبی ۱۶۷ میلیون سال نوری از زمین قرار دارد و توسط آلبرت مارت در سال ۱۸۶۴ کشف شد.